# Castelo de Mirandela
O Castelo de Mirandela, de que subsistem vestígios como a Porta de Santo António, localizou-se na cidade, na freguesia e no Município de Mirandela, Distrito de Bragança, na antiga província de Alto Trás-os-Montes,  em Portugal.
Em posição dominante sobre a povoação medieval, nas margem do rio Tua, da sua estrutura, tragada pelo progresso, resta hoje apenas a Porta de Santo António, um dos cartões-postais da cidade.
O que resta do Castelo de Mirandela está classificado como Imóvel de Interesse Público desde 1955.

## História

### Antecedentes
Não foram identificadas informações acerca da primitiva ocupação de seu sítio, embora as pesquisas arqueológicas testemunhem a presença romana nos arredores da povoação.

### O castelo medieval
A primeira referência documental a Mirandela testemunha a presença de D. Sancho I (1185-1211) quando do cerco imposto a Bragança pelas forças do rei Afonso IX de Leão (1198).
Data do reinado de D. Afonso III (1248-1279) a concessão de Carta de Foral à vila (25 de Maio de 1250).
A primeira grande campanha construtiva vivida pela vila data do reinado de D. Dinis (1279-1325), quando a povoação foi transferida para o seu atual local (1282). O soberano concedeu-lhe novo foral, fazendo delimitar os limites do Concelho (Coimbra, 7 de Março de 1291) e instituindo uma feira (c. 1295). Acredita-se que o soberano tenha determinado edificar um castelo no topo da elevação, onde foi erguido posteriormente o Palácio dos Távoras, e a cerca da vila. Este castelo seria constituído por uma simples torre de menagem protegida por uma barbacã.
Durante a crise de 1383-1385 a vila e seu castelo tomaram o partido pelo Mestre de Avis.
D. Manuel I (1495-1521) deu-lhe Foral Novo, passado em Lisboa, a 1 de Julho de 1512. No início do século XVIII, o Padre António Carvalho da Costa registrou: A villa de Mirandela cerquada e a cerqua em partes deribada (Corografia Portuguesa e descripçam topographica do famoso Reyno de Portugal. Lisboa, 1712.) Outro autor contemporâneo, J. Alvarez Colmenar, refere Mirandela como localizada às margens do rio Tuela, defendida por um castelo (1715).
Com a perda de sua função estratégico-defensiva, e o desenvolvimento econômico da região, o progresso urbano rompeu a cintura de muralhas medievais, que deram lugar a ruas e novas residências solarengas, processo que se acelerou no último quartel do século XIX.

### Os nossos dias
Os remanescentes da cerca medieval, representados pela chamada Porta de Santo António, foram classificados como Imóvel de Interesse Público por Decreto publicado em 20 de Outubro de 1955.
Mirandela foi elevada à categoria de cidade em 1984.

## Características
A Porta de Santo António é a remanescente de um conjunto de três que se rasgavam na cerca medieval da vila. Em arco em ogiva de ponto subido, em cantaria de granito e xisto argamassado, com as dimensões de 2,60 m de altura por 1,80 m de largura, é encimado pelo terraço de uma residência em mãos de particular, mas que corresponde a um troço do primitivo adarve. Por ela, a Rua de Santo António, a mais movimentada da vila medieval, comunicava-se com a ponte (erguida no século XVI) e com o rio.
Pelo lado de dentro do arco ainda podem ser observadas as ranhuras que recebiam os gonzos do antigo portão ferrado. 
Restam ainda vestígios de troços de muralha, apenas algumas fiadas de pedra, visíveis suportando o arco. Defronte desta porta, a aproximadamente quinze metros de distância, abria-se outra, em um resto de barbacã, demolida em 1884, para, em seu lugar, se erguer um palacete da família Araújo Leite.